# Chip Kelly
Charles Edward Kelly, detto Chip (Dover, 25 novembre 1963), è un allenatore di football americano statunitense che ricopre il ruolo di coordinatore dell'attacco per i Las Vegas Raiders della National Football League (NFL).

## Carriera professionistica
Dopo aver vinto per tre volte la Pac-10/Pac-12 Conference della National Collegiate Athletic Association (NCAA) con gli Oregon Ducks, la squadra rappresentativa dell'Università dell'Oregon, Kelly fu assunto come capo-allenatore dei Philadelphia Eagles nella stagione 2013.
La sua prima annata terminò con un record di 10 vittorie e 6 sconfitte e la vittoria della NFC East division, riportando la squadra ai playoff dopo due anni di assenza. Venne eliminato al Wild Card Game dai New Orleans Saints per 26-24.
Il 29 dicembre 2015, a una gara dal termine della stagione e dopo avere mancato i play-off per il secondo anno consecutivo con un record di 6-9, Kelly fu licenziato dagli Eagles.
Il 14 gennaio 2016 Kelly fu assunto come capo-allenatore dei San Francisco 49ers. Fu licenziato dopo una sola stagione, terminata col secondo peggior record della lega (2-14).
Il 26 maggio 2017 Kelly fu assunto dalla ESPN per fare l'analista in studio per il college football.
Il 25 novembre 2017 firmò un contratto quinquennale per fare ritorno nel college football con gli UCLA Bruins.
Il 9 febbraio 2024, dopo sei stagioni con UCLA in cui ebbe un record complessivo di 35-34 e una vittoria in un bowl, passò a svolgere il ruolo di coordinatore dell'attacco ed allenatore dei quarterback degli Ohio State Buckeyes.
Il 4 febbraio 2025 Kelly tornó nella NFL venendo nominato coordinatore dell'attacco dei Las Vegas Raiders sotto il capo-allenatore Pete Carroll.

## Palmarès

### Franchigia
- NFC East division: 1

2013

## Record come capo-allenatore
| PHI        | 2013       | 10 | 6  | 0 | 62,5 | 1º NFC East | Qualificati come testa di serie n. 3 | 0 | 1 | 0,0 | Eliminato al Wild-Card game dai New Orleans Saints |
| PHI        | 2014       | 10 | 6  | 0 | 62,5 | 2° NFC East | Non qualificati                      | - | - | -   | -                                                  |
| PHI        | 2015       | 6  | 9  | 0 | 40,0 | 2° NFC East | Non qualificati                      | - | - | -   | -                                                  |
| Totale PHI | Totale PHI | 26 | 21 | 0 | 55,3 | -           | -                                    | 0 | 1 | 0,0 | -                                                  |
| SF         | 2016       | 2  | 14 | 0 | 12,5 | 4° NFC West | Non qualificati                      | - | - | -   | -                                                  |
| Totale SF  | Totale SF  | 2  | 14 | 0 | 12,5 | -           | -                                    | - | - | -   | -                                                  |
| Totale     | Totale     | 28 | 35 | 0 | 44,4 | -           | -                                    | 0 | 1 | 0,0 | -                                                  |

Fonte: Football Database